# Luca Netz
Luca Netz (Berlín, Alemania, 15 de mayo de 2003) es un futbolista alemán que juega en la posición de defensa en el club Borussia Mönchengladbach de la 1. Bundesliga de Alemania.

## Trayectoria
Nació en Berlín, Alemania. Hizo su debut profesional con el Hertha Berlin en la 1. Bundesliga el 2 de enero de 2021, entrando como suplente en el minuto 86 reemplazando a Marvin Plattenhardt contra el Schalke 04. El partido terminó con una victoria por 3-0 para el Hertha. En agosto de ese mismo año fue traspasado al Borussia Mönchengladbach.

## Estadísticas

### Clubes
Actualizado al último partido disputado el 4 de octubre de 2024.
| Club                                | Div.          | Temporada     | Liga  | Liga  | Copas nacionales | Copas nacionales | Copas internacionales | Copas internacionales | Total | Total |
| Club                                | Div.          | Temporada     | Part. | Goles | Part.            | Goles            | Part.                 | Goles                 | Part. | Goles |
| ----------------------------------- | ------------- | ------------- | ----- | ----- | ---------------- | ---------------- | --------------------- | --------------------- | ----- | ----- |
| Hertha Berlin · Alemania            | 1.ª           | 2020-21       | 11    | 1     | 0                | 0                | ―                     | ―                     | 11    | 1     |
| Hertha Berlin · Alemania            | Total club    | Total club    | 11    | 1     | 0                | 0                | 0                     | 0                     | 11    | 1     |
| Borussia Mönchengladbach · Alemania | 1.ª           | 2021-22       | 24    | 0     | 2                | 0                | ―                     | ―                     | 26    | 0     |
| Borussia Mönchengladbach · Alemania | 1.ª           | 2022-23       | 20    | 1     | 2                | 1                | ―                     | ―                     | 22    | 2     |
| Borussia Mönchengladbach · Alemania | 1.ª           | 2023-24       | 30    | 0     | 4                | 0                | ―                     | ―                     | 34    | 0     |
| Borussia Mönchengladbach · Alemania | 1.ª           | 2024-25       | 6     | 0     | 1                | 1                | —                     | —                     | 7     | 1     |
| Borussia Mönchengladbach · Alemania | Total club    | Total club    | 80    | 1     | 9                | 2                | 0                     | 0                     | 89    | 3     |
| Total carrera                       | Total carrera | Total carrera | 91    | 2     | 9                | 2                | 0                     | 0                     | 100   | 4     |